# Massive Killing Capacity
Massive Killing Capacity är det tredje fullängdsalbumet av svenska death metal-bandet Dismember, som gavs ut den 4 augusti 1995. Albumet har släppts i två olika versioner, samt återutgivits av Regain Records 2005 där man lade till fyra bonuslåtar.

## Låtförteckning
1. "I Saw Them Die" - 02:48
2. "Massive Killing Capacity" - 02:54
3. "On Frozen Fields" - 02:36
4. "Crime Divine" - 03:00
5. "To the Bone" - 03:14
6. "Wardead" - 02:28
7. "Hallucigenia" - 04:06
8. "Collection by Blood" - 03:42
9. "Casket Garden" - 03:37
10. "Nenia" - 04:39
11. "Life - Another Shape of Sorrow" - 04:52

### Bonuslåt på den japanska versionen
1. "Justifiable Homicide" - 3:17

### Bonuslåtar på återutgåvan
1. "Justifiable Homicide" - 3:17
2. "Collection by Blood" - 3:42  (Demo)
3. "Life - Another Shape of Sorrow" - 4:57  (Demo)
4. "On Frozen Fields / Shadowlands" -4:33  (Demo)

## Banduppsättning
- Matti Kärki - sång
- David Blomqvist - gitarr
- Robert Sennebäck - gitarr
- Richard Cabeza - bas
- Fred Estby - trummor